# Francisco Javier de Nebra
Francisco Javier Ignacio Benito (de) Nebra Blasco (Calatayud, 16 de abril de 1705-Cuenca, 4 de julio de 1741) fue un organista y compositor español.

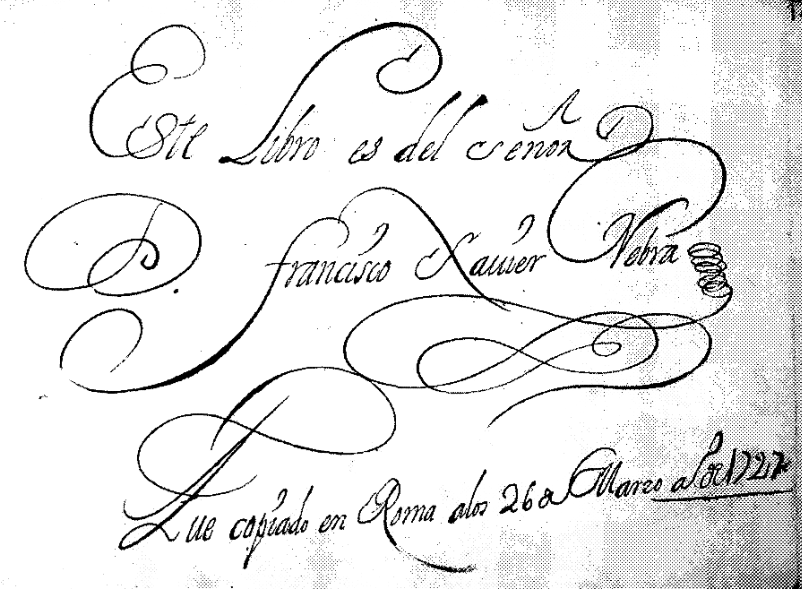
«Este libro es del señor D. Francisco Xavier Nebra. Fue copiado en Roma a los 26 de Marzo de 1727» Texto incluido en la copia a mano de Suites de pièces pour le clavecin.

## Biografía
Hijo de José Antonio Nebra Mezquita, organista de la colegiata de Santa María de Calatayud y más tarde de la catedral de Cuenca, tuvo dos hermanos músicos famosos, José Melchor de Nebra y Joaquín Ignacio de Nebra. Se educó en el Colegio de San José de Cuenca, bajo la dirección de su padre y del maestro de capilla Julián Martínez Díaz. El colegio se encontraba al lado del claustro de la catedral, en lo que ahora es la Hospedería de San José.
El 14 de agosto de 1727, a los 23 años, sucedió como organista de la catedral de la Seo a Miguel Soriano. Durante este tiempo adquirió una copia realizada en Roma a mano de una sección del Suites de pièces pour le clavecin (Londres, 1720), que contenía una colección de ocho grandes suites para clave de Handel. No se sabe si Francisco Javier fue a Roma a completar su formación, antes de convertirse en organista, y copió allí el libro, o si lo adquirió a través de algunos contactos romanos que se lo enviaron. El libro se conserva en la Catedral de Zaragoza.
El puesto lo mantendría hasta el 4 de noviembre de 1729, momento en el que le sucedió Andrés Sola. Su padre había dejado vacante el cargo de primer organista para convertirse en maestro de capilla, por lo que llamó a su hijo para ocupar el cargo de organista que dejaba libre. Ese 4 de noviembre, el cabildo metropolitano le daba la licencia «para que admita la plaza de organista en Cuenca, maestro de órgano y responsable de los infantes del coro, para el consuelo de su padre anciano, a quien honra aquel cabildo con el magisterio de capilla», trasladándose a vivir a Cuenca y convirtiéndose en el organista de la catedral.
En Cuenca se casó con Juana Vieco. Francisco Javier Nebra falleció en la misma ciudad el 4 de julio de 1741, a los 36 años. Fue enterrado en la iglesia de San Pedro de Cuenca.

## Obra
Se conservan en la Catedral de Cuenca dos obras suyas:
- Villancico a Nuestra Señora de la Asunción: Que asciende a la esfera, villancico a ocho voces con violines, bajón y acompañamiento (1731)
- Lamentación 3.ª, a dúo con violines y acompañamiento.

También se sabe que estrenó en 1739, en Zaragoza, una «especiosa festiva aclamación de música en forma de ópera», interpretada por la capilla de la Catedral de Zaragoza. La obra era un encargo del capitán general de Aragón, Lucas de Espinóla, para celebrar el día del santo de Felipe V.